# Charles Parmentier
Charles Parmentier (Gent, 2 april 1804 - aldaar, 5 mei 1838) was procureur bij de rechtbank van eerste aanleg en stadsarchivaris van Gent.
Parmentier genoot een opleiding rechten aan de Universiteit Gent waar hij in 1824 afstudeerde. In 1828 bekwam hij een definitieve aanstelling bij de stad Gent waar hij al op tijdelijke basis aan de slag was als adjunct van stadssecretaris en -archivaris François Jean-Pierre Hye-Schoutheer. Parmentier verving Hye-Schoutheer na zijn overlijden in 1831 en werd officieel aangesteld als stadsarchivaris op 1 januari 1832. 
Zijn taken, zoals inventarisatie en klassering, werden gecontroleerd door een ere-stadsarchivaris. Die functie werd eerst vervuld door provinciale archivaris Liévin De Bast, vanaf juli 1832 tot diens dood in september 1832, en vervolgens door Auguste Van Lokeren.
Een van de grote verdiensten van Parmentier voor het archief was dat hij een eerste ordening van de stedelijke documenten door te voeren en een bijhorende inventaris kon publiceren (1835). Vanaf 1834 beschikte hij over een budget om onder meer boeken en documenten voor de collectie van het archief aan te kopen. Zijn grootste verdienste echter lag in het gebied van restauratie en conservatie. Hij bracht verschillende losse fragmenten en verzamelingen stadsrekeningen en staten van goederen samen. Registers, charters en kaarten die stuk waren liet hij zorgvuldig opnieuw inbinden of restaureren.
Naast archivaris was hij ook lid van de Commissie ter Bewaring van de Monumenten en Kunstvoorwerpen later bekend als de Commissie van Monumenten en Stadsgezichten